# IC 5297
IC 5297 је галаксија у сазвјежђу Пегаз која се налази на листи објеката дубоког неба у Индекс каталогу.
Деклинација објекта је + 25° 1' 33" а ректасцензија 23h 15m 58,4s. Привидна величина (магнитуда) објекта IC 5297 износи 14,6 а фотографска магнитуда 15,6. IC 5297 је још познат и под ознакама CGCG 475-55, NPM1G +24.0532, PGC 70875.